# Certificate of Claim
Un Certificate of Claim (litt. « certificat de revendication ») est une forme de titre de propriété grâce auquel l'administration coloniale du Protectorat britannique d'Afrique centrale accorde des droits de possession à des personnes ou des entreprises qui affirment avoir acquis des terres du protectorat par don ou achat. 
La proclamation d'un protectorat sur le territoire de ce qui est de nos jours le Malawi par le Foreign Office britannique a lieu en mai 1891 et Harry Johnston, nommé consul général et commissaire du protectorat, est amené à examiner et statuer sur les revendications de propriété datant d'avant, ou de juste après, cette date. Entre le début de 1892 et mars 1894, il passe en revue cinquante neuf certificates of claim, chacun étant équivalent à une demande de certificat de propriété sur les terrains revendiqués. Très peu de certificats sont déclarés non-valables ou réduits en quantité de terres revendiquées, et environ 3,7 millions d'acres (1,5 million d'ha), soit 15 % des terres du protectorat, sont ainsi aliénés, pour l'immense majorité en faveur des colons européens. Il n'y a plus d'attribution de certificates of claim après 1894, mais cette forme de titre foncier n'a jamais été abolie, et quelques terres du Malawi actuel sont encore sous ce régime juridique.

## Contexte foncier
Dans les temps pré-coloniaux, le droit foncier dans la majeure partie du Malawi actuel est régi par les lois coutumières. Les dirigeants traditionnels peuvent accorder des droits d'usage sur une terre donnée mais, généralement, ne les accordent pas à des étrangers à la communauté. Ni les dirigeants locaux ni les détenteurs de droits d'usage ne peuvent aliéner (au sens juridique) ces terres, qu'ils ne possèdent pas. Mais les lois coutumières ne sont pas ou peu reconnues durant les premiers temps de la colonisation ; en 1902, le parlement britannique promulgue une loi qui dispose que le droit britannique s'applique au protectorat et que la Couronne possède la souveraineté sur toutes les terres du protectorat.
Vers 1860, le sud du protectorat souffre d'une insécurité causée par les guerres et les raids esclavagistes, ce qui conduit à un dépeuplement de ces terres pourtant fertiles. Les chefs locaux essaient d'obtenir une protection auprès des Européens, entreprises, colons et missionnaires qui arrivent à partir de 1860. Ils leur accordent des droits à exploiter les terres, vacantes mais dangereuses. L'African Lakes Corporation est fondée en 1877 pour coopérer avec les missions afin de lutter contre le trafic d'esclaves, pratiquer un commerce qu'elle dit « légitime » et asseoir l'influence européenne. Ses agents prétendent avoir signé des accords avec plusieurs chefs locaux, quoique ces accords ne soient pas toujours documentés malgré l'ampleur des revendications. Quelques-uns de ces traités sont censés avoir transmis la souveraineté sur les terres  à l'entreprise, laquelle avait pour ambition de devenir une compagnie à charte. Trois autres personnes déclarent avoir acheté de grandes quantités de terres. Eugene Sharrer dit avoir acquis 363 034 acres et essaie de convaincre les chefs coutumiers de lui céder la souveraineté sur celles-ci ; Alexander Low Bruce, gendre de David Livingstone, un des directeurs de l'African Lakes, prétend posséder 176 000 acres et John Buchanan et ses frères disent être propriétaires de 167 823 acres. Ces terrains sont acquis, en échange de quantités dérisoires de marchandises, auprès de chefs qui ne conçoivent pas la tenure foncière au sens britannique, : « là où les colons voyaient un marché transférant une propriété, les chefs voyaient la simple manifestation d'un droit d'usufruit traditionnel. »

## Revue des revendications foncières
Le gouvernement britannique nomme Harry Johnston (qui deviendra Sir Harry), comme commissaire et consul général du protectorat en 1891. Ce dernier rejette le principe que tout traité conclu avant l'instauration du protectorat implique le transfert de souveraineté aux entreprises ou individus bénéficiaires. Il reconnait en revanche que ces accords peuvent constituer des « preuves d'achat » de terres. Avant la proclamation du protectorat en juin 1891, Johnston n'avait lui-même conclu que des traités d'amitié avec les chefs locaux, qui n'impliquent pas de transfert de souveraineté à la Couronne britannique, sauf cas expressément prévu. N'étant pas détentrice de la souveraineté sur les terres, la Couronne ne peut pas les aliéner. Les traités que Johnston signe à partir de juillet 1891 prévoient cette cession de souveraineté, mais les populations concernées gardent le droit de rester sur les terres qu'elles occupent, tandis que les terres inoccupées reviennent à la Couronne, qui peut en disposer à sa guise. Le protectorat est institué en prévoyant que la BSAC (British South Africa Company) participe aux coûts de son administration, mais Johnston refuse d'agir en tant qu'employé de la BSAC ainsi que la demande de cette dernière que les terres de la Couronne, environ 20 % de la surface du protectat, lui soient attribuées ; il refuse aussi de faciliter le transfert de propriété des terres africaines, 40 % du territoire, vers la BSAC.
Johnston accepte le principe que les terres appartiennent aux communautés, mais leurs chefs n'ont pas le droit de les aliéner. Il met donc en avant la fiction juridique selon laquelle les populations acceptent tacitement que leurs chefs puissent détenir un tel droit. Johnston affirme par ailleurs, qu'en tant que commissaire, il est habilité à enquêter sur la validité des ventes de terrains et, le cas échéant, à délivrer un « certificat de réclamation » (certificate of claim) qui constitue, de facto, un titre légal de propriété sur les terres,. Johnston n'a pas de formation en droit et il n'y a pas de juriste dans le protectorat avant 1896. La légalité des « certificats de revendication » est contestée en 1903 car les accords conclus par les chefs sont accusés de violer les droits des membres des communautés. La cour d'appel britannique confirme cependant la validité des certificats, estimant que la légalité des titres découle d'une concession accordée par le représentant de la Couronne et non d'un quelconque accord conclu par les chefs. La cour juge toutefois que, par de nombreux aspects, ces accords sont inéquitables et déséquilibrés.
Johnston affirme ultérieurement que sa revue des certificats, commencée en 1892, était nécessaire car la proclamation du protectorat avait été suivie d'un accaparement massif des terres, d'énormes superficies étant achetées pour des sommes dérisoires et de nombreuses revendications se chevauchaient ou nécessitaient un ajustement. Dans le cadre de ce passage en revue, il considère qu'une longue occupation et la mise en valeur des terres sont les meilleurs moyens de justifier un certificat de revendication, quoique le cas de figure soit peu fréquent. À défaut, lui ou un assistant cherchent à obtenir la confirmation que les chefs nommés dans les accords ont bien accepté de vendre la terre et ont reçu une juste rétribution. Cependant, ses estimations de la valeur des terres sont très basses, allant d'un demi-penny l'acre pour un terrain ordinaire à trois pennys l'acre pour une terre fertile. Les fermes et villages africains sont exclus de ces ventes, et les villageois sont informés que leurs maisons et leurs champs ne sont pas aliénés. Au départ, les limites exactes de nombreuses concessions ne sont pas claires mais, en 1895, des géomètres du gouvernement sont nommés pour consigner ces limites sur les plans officiels.

### Clauses de non-dérangement
La quasi-totalité des certificates of claim prévoient une clause de non-dérangement qui stipule que les cultures et villages existants ne peuvent être dérangés ou modifiés, a fortiori aliénés, sans l'accord du gouvernement du protectorat,. Cette clause est largement non-appliquée, d'abord parce que les propriétaires fonciers l'ignorent impunément, ensuite parce que les terres occupées par les Africains ne sont pas enregistrées ou cadastrées et, enfin, parce que la pratique de l'agriculture itinérante ou sur brûlis — le Malawi de l'époque pratique un système appelé « visosa », similaire au chitemene de Zambie — rend difficile de qualifier une terre d'inoccupée ou d'abandonnée ; il s'agit en fait, souvent, de jachères provisoires,.
Au début du protectorat, les propriétaires fonciers européens ne s'opposent pas à la pratique de l'agriculture itinérante par les personnes qui résident sur leurs terres (les « locataires »), car ils veulent retenir les habitants et en attirer d'autres afin de se procurer de la main-d'œuvre. Cependant, beaucoup des nouveaux « locataires », des migrants venus du Mozambique, sont tenus de fournir du travail gratuit afin de s'acquitter des loyers et taxes, un système qu'on appelle « thangata ». Les résidents originels en sont, en principe, dispensés. Vers 1901, le coton commence à être exploité à grande échelle ; en 1905, c'est le tabac qui est planté très largement et l'exemption de thangata est remise en cause. Ces deux types de culture nécessitent de grandes quantités de travail humain en période de croissance et les propriétaires fonciers essaient de réduire leurs « locataires » au statut de travailleurs saisonniers précaires pouvant être expulsés à volonté. Cela entraîne évidemment des résistances et certains résidents d'origine, ou leurs descendants, déménagent vers des terres en dehors des domaines fonciers plutôt que devenir des travailleurs précaires, s'embauchent comme porteurs, activité mieux rémunérée, ou émigrent. Le problème n'est pas résolu avant qu'une loi de 1928, l'« ordonnance sur les autochtones des domaines privés », n'abolisse en pratique les clauses de non-dérangement, en officialisant la thangata pour tous, tout en régulant son montant et en limitant les possibilités d'expulsion,.

## Attribution des certificats
Harry Johnston examine soixante-six revendications relatives à des terres et sept concernant des droits d'exploitation miniers. Parmi les revendications foncières, cinq concernent des terrains en Afrique orientale allemande ou en Rhodésie du Nord-Est et il n'a donc juridiction que sur soixante-et-une. Seules deux revendications sont rejetées d'emblée et une poignée voit les surfaces revendiquées réduites. Il accorde donc cinquante-neuf « certificats de revendication » dans le protectorat britannique d'Afrique centrale. Un seul de ces certificats est délivré à un Africain ; il concerne 37 947 acres, accordées à une personne qu'on connait sous le nom de Kuntaja, lequel avait acheté ces terres à différents chefs entre 1888 et 1891. Il avait fait cela à titre privé, en tant qu'entrepreneur, et non pas au titre de représentant d'une communauté. Sa revendication sur le domaine de Chilingani, dans la région de Blantyre, est acceptée en 1893. Les terrains sont revendus la même année à trois acheteurs européens, dont 26 537 acres revendues à Joseph Booth, prêtre à la tête de la Zambezi Industrial Mission. Le certificat concernant la plus grande surface est relatif à des terres situées dans ce qui est de nos jours la région Nord, mais presque tous les autres certificats concernent des terres situées dans la région Sud, en particulier sur les hauts plateaux de la Shire, une zone fertile disposant de possibilités de transport vers les ports de la côte orientale.
La plus grande surface accordée est de 2,7 millions d'acres, couvrant pratiquement tout le district du Nord, ce qui correspond de nos jours aux districts de Karonga, Chitipa et Rumphi. Entre 1884 et 1886, l'African Lakes Corporation signe, ou plutôt prétend avoir signé, des accords avec les chefs locaux dans la région du nord du lac Nyasa (lac Malawi), près de Karonga. Cependant, en 1929, un rapport met en cause la validité de ces traités, et des investigations montrent que beaucoup sont fallacieux et manquent de documents crédibles à l'appui ; plusieurs semblent ne jamais avoir existé, d'autres ont été signés avec des personnes qui ne sont en aucune manière des dirigeants ou des agents autorisés par des dirigeants légitimes, quelques-uns ne sont pas relatifs aux terres revendiquées et, enfin, plusieurs ont été obtenus par tromperie. L'African Lakes ne fait pas le moindre effort pour mettre ces terres en valeur et n'exige pas de travail auprès des résidents non plus qu'elle ne réclame de loyers. Durant cette période, la compagnie revend plusieurs terrains à des propriétaires qui, eux, imposent ces obligations, et la population locale craint de futures reventes. Au moment de la rédaction du rapport, l'African Lakes appartient à la British South Africa Company, laquelle accepte, en 1930, d'abandonner ses revendications de propriété en échange de droits d'exploitation miniers sur la même zone.
Outre celles de l'African Lakes, les trois autres principales revendications sont présentées par des particuliers, mais sont plus tard confiées à des entreprises. Eugene Sharrer acquiert 363 034 acres avec trois grands et deux petits domaines ; environ la moitié se situe dans la vallée de la Shire, où il cultive du coton à partir de 1901 après avoir expérimenté la culture du café et du tabac dès 1891. En 1902, il crée la British Central Africa Company pour consolider ses affaires et ses intérêts fonciers, et il devient directeur et principal actionnaire de l'entreprise. John Buchanan, associé à ses frères, revendique 167 823 acres, réparties en trois grands et quatre petits domaines, tous situés sur les hauts plateaux de la Shire. John Buchanan est, à l'origine, un jardinier, et il est le premier planteur à cultiver commercialement du café et le tabac de Virginie dans le protectorat. Il meurt en 1896 et les domaines des frères Buchanan sont achetés par un groupe de grands propriétaires fonciers écossais qui deviennent les actionnaires de la Blantyre and East Africa Ltd (en), une entreprise créée en 1901. Enfin, Alexander Low Bruce se voit accorder 176 000 acres, presque toutes situées dans le vaste domaine de Magomero. À sa mort en 1893, ses terres échoient à la fiducie A. L. Bruce Trust, dont les principaux bénéficiaires sont ses deux fils. En 1913, ces derniers achètent les actifs correspondants et les intègrent à l'A. L. Bruce Estates Ltd. Ces quatre compagnies possèdent vingt-deux des cinquante-neuf certificats, ce qui représente 95 % des surfaces concernées. Sur les certificats restant, dix-huit sont accordés à des missions ; il s'agit en général de petites surfaces, la plus grande étant l'île de Likoma. Sur les dix-neuf certificats qui restent, dix-sept concernent des surfaces relativement faibles, entre 2 000 et 12 000 acres. Les deux grands domaines restant sont rapidement fragmentés et vendus sous forme de plusieurs domaines de plus petite taille,.

## Après 1894
Aucun certificat n'est délivré après mars 1894, date à laquelle on estime que 3 705 255 acres ont été aliénées ; une estimation ultérieure, plus précise, réduit ce total à 3 691 767 acres. Après cette date, lorsque des terres de la Couronne ou des terres faisant partie de domaines couverts par des certificates of claim sont vendues, les acheteurs obtiennent un certificat de propriété en bonne et due forme. Lorsque des terres « sous certificat de revendication » reviennent au gouvernement du protectorat par achat ou parce qu'elles sont saisies, elles deviennent des terres de la Couronne, c'est-à-dire des terres inaliénables du domaine public ; elles deviennent, en 1936, des « Native Trust Land » en vertu du Native Trust Lands Order, une loi visant à limiter l'accaparement des terres.
En 1948, une commission d'aménagement du territoire examine l'état de la propriété foncière au Nyassaland (nouveau nom du territoire depuis 1907) ; la superficie des terres sous certificats de revendication dépasse encore les 600 000 acres. Au moment de l'indépendance, en 1964, il ne reste que 422 000 acres de domaines appartenant à des Européens, principalement des domaines où pousse du thé, et ils ne sont pas tous détenus sous le régime des certificats de revendication. À partir de 1962, les paysans sans terre commencent à occuper à large échelle les terres inutilisées des domaines fonciers subsistants, principalement des zones de culture de thé dans les districts de Mulanje et de Thyolo. Ces occupations sont orchestrées par des membres du Malawi Congress Party. Ils sont, pour cela, mis en cause après l'indépendance, en 1965, lorsque la crise ministérielle de 1964 entraîne la démission ou le limogeage des ministres qui avaient soutenus cette action directe. Le président Hastings Banda fait promulguer le Land Act of 1965 (loi foncière de 1965), qui assure une meilleure sécurité juridique aux propriétaires détenteurs de certificats de revendication et il envoie la police expulser les occupants sans droit. L'article 2 de la loi définit les terres sous statut privé au Malawi ainsi : « Toute terre qui est possédée, détenue ou occupée en vertu d'un titre de propriété, d'un titre de location ou d'un certificat de revendication ou qui est enregistrée comme terre privée en vertu de la loi sur les terres privées ». Cette législation ne remet donc pas en cause la validité juridique des certificats de revendication et, comme plusieurs terrains sont encore détenus par les descendants des propriétaires initiaux ou par des entreprises créés par ces propriétaires initiaux, les certificats de revendication constituent aujourd'hui encore la base légale des droits de propriété afférents.

### Conséquences foncières
John Buchanan et d'autres grands propriétaires avaient l'intention de diviser leurs possessions foncières et de vendre des terrains sous forme de domaines de taille moyenne à de futurs colons. Cependant, la politique de Johnston a pour effet de geler la situation en l'état des années 1890, car elle empêche de facto l'achat ultérieur de vastes surfaces ; les terres de la Couronne, devenues Native Trust Land, sont non aliénables et occupent la majeure partie du territoire. En second lieu, Johnston décourage aussi la revente en fixant un prix élevé pour les terrains — cinq shillings l'acre pour les terres situées dans les endroits populeux et deux shillings et six pences ailleurs —, ce qui fige le marché. Les grands domaines ne sont pas en mesure de mobiliser des capitaux en vendant des terres ; sous-capitalisés, il ne peuvent mettre en valeur qu'une partie de leurs possessions foncières.